# 屯門

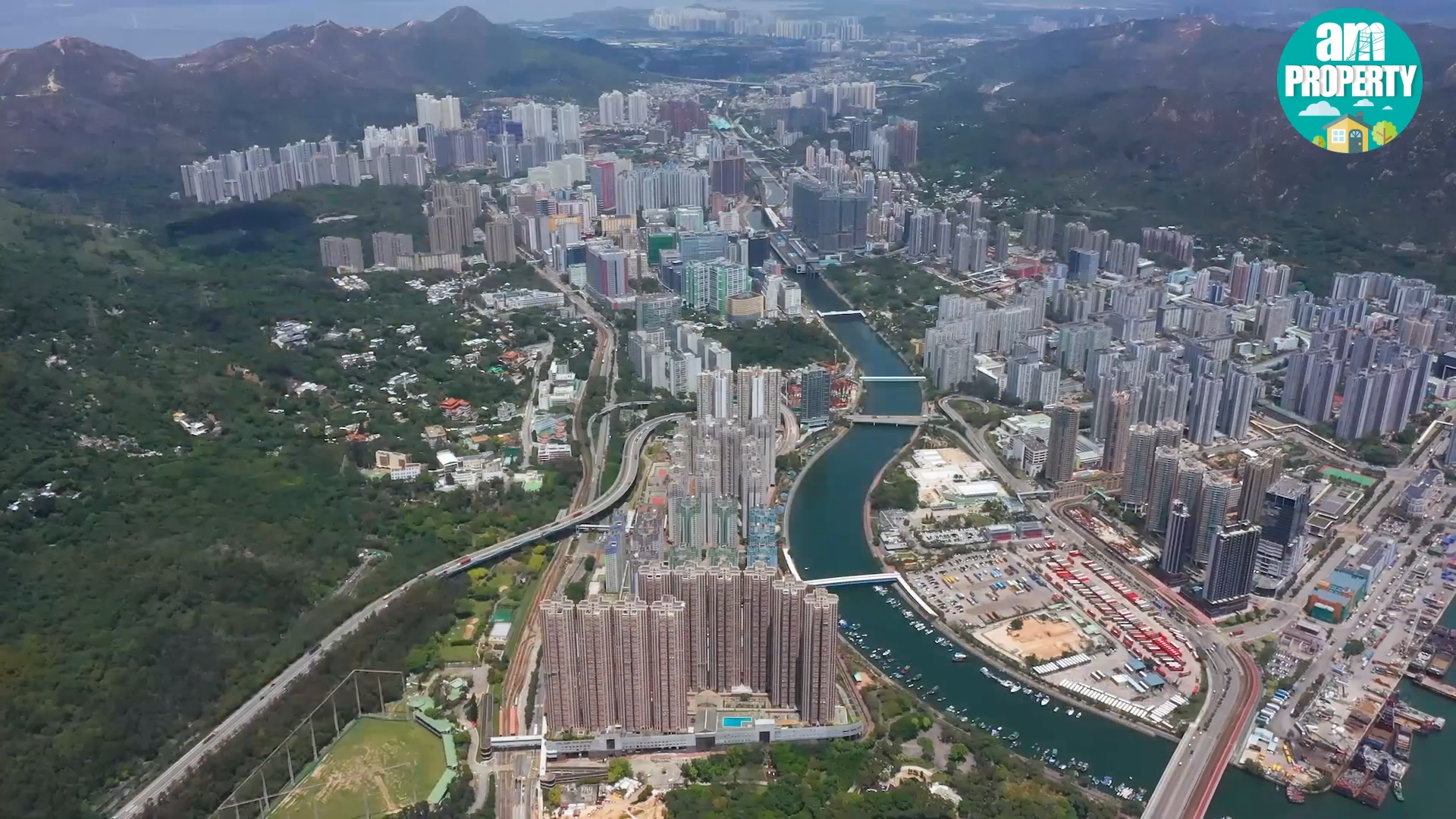
航拍屯門（2022年）

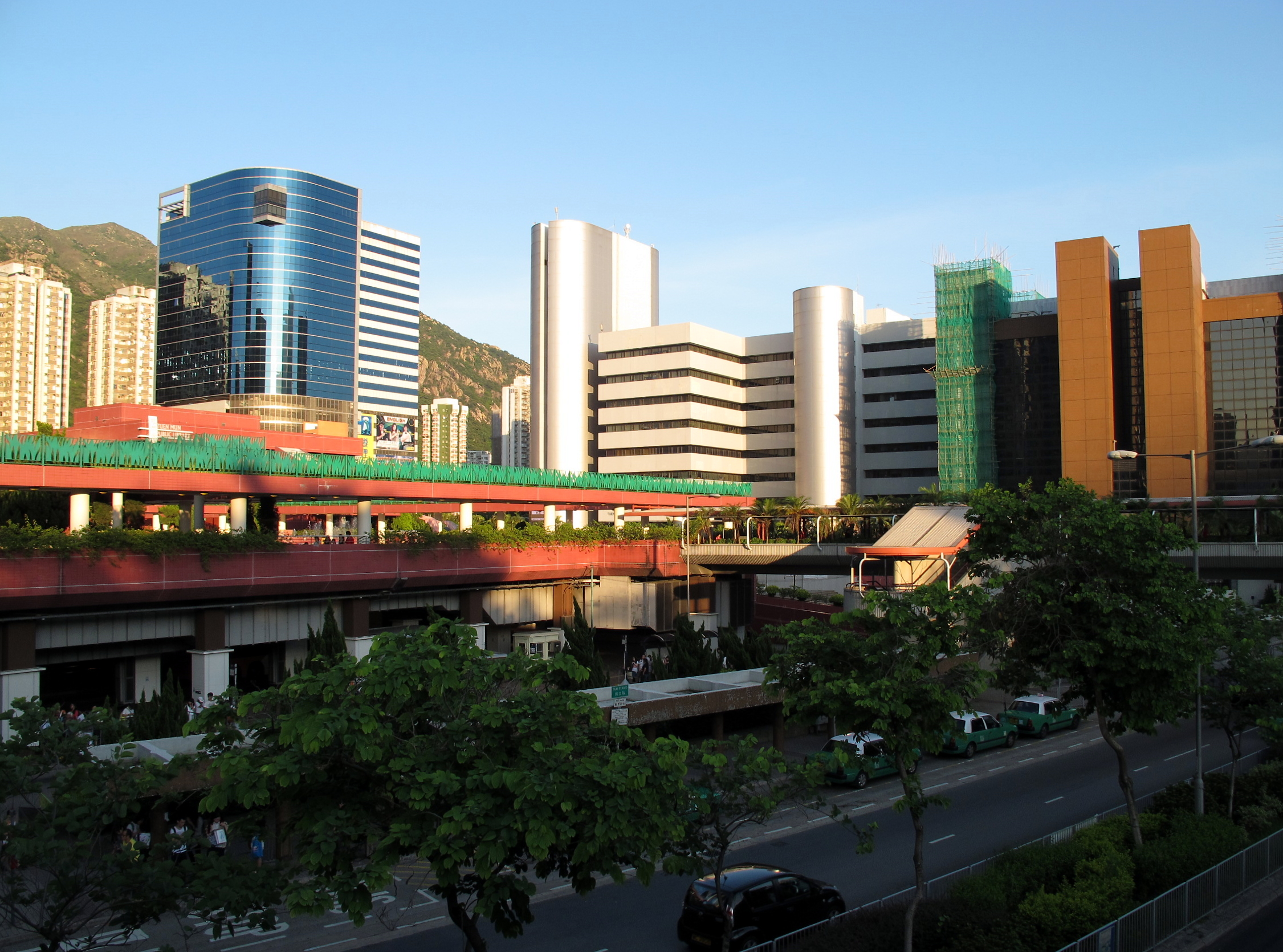
屯門文娛廣場，連接屯門市中心社區設施的休憩地帶

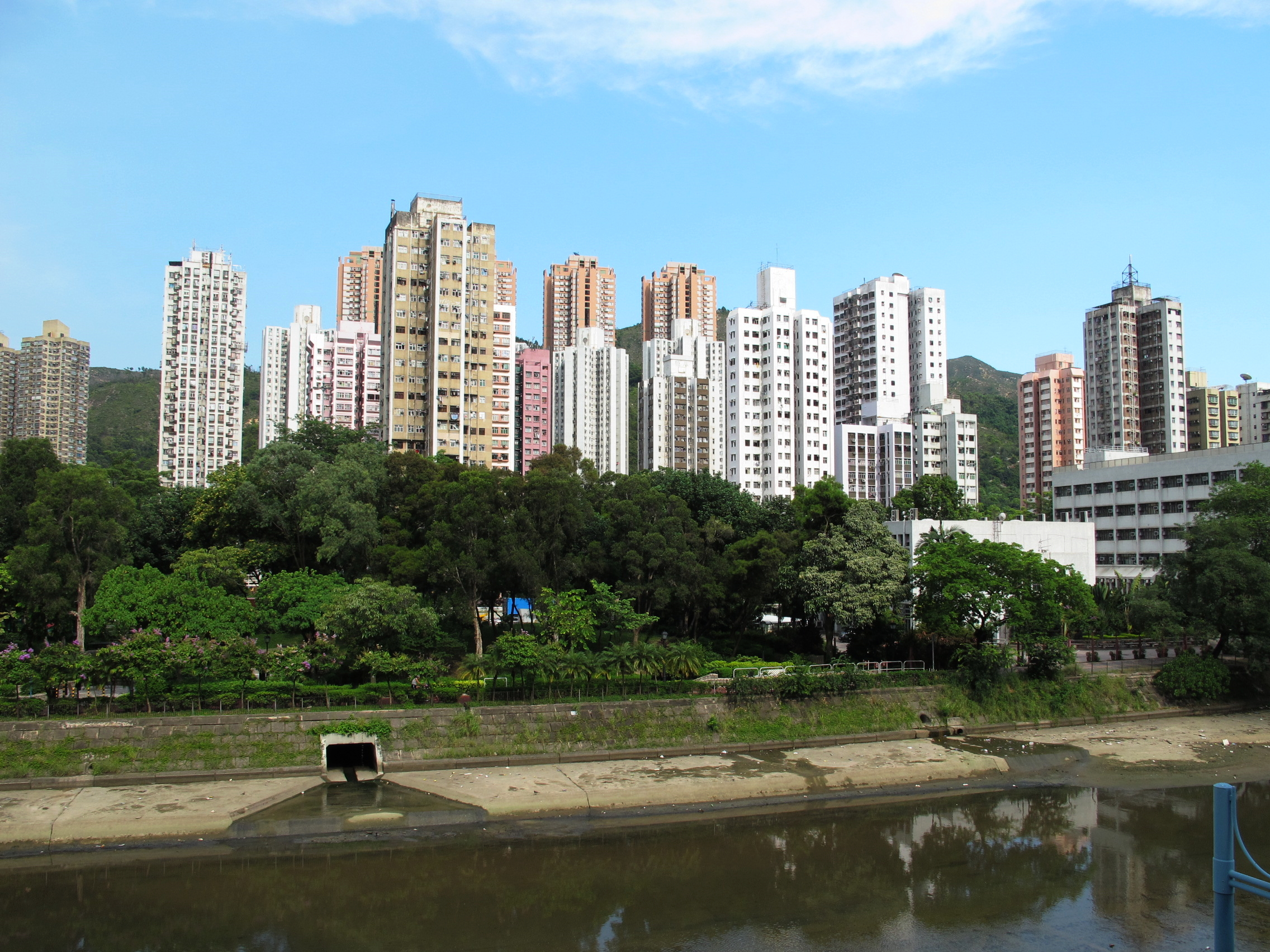
紅橋的單幢住宅樓宇

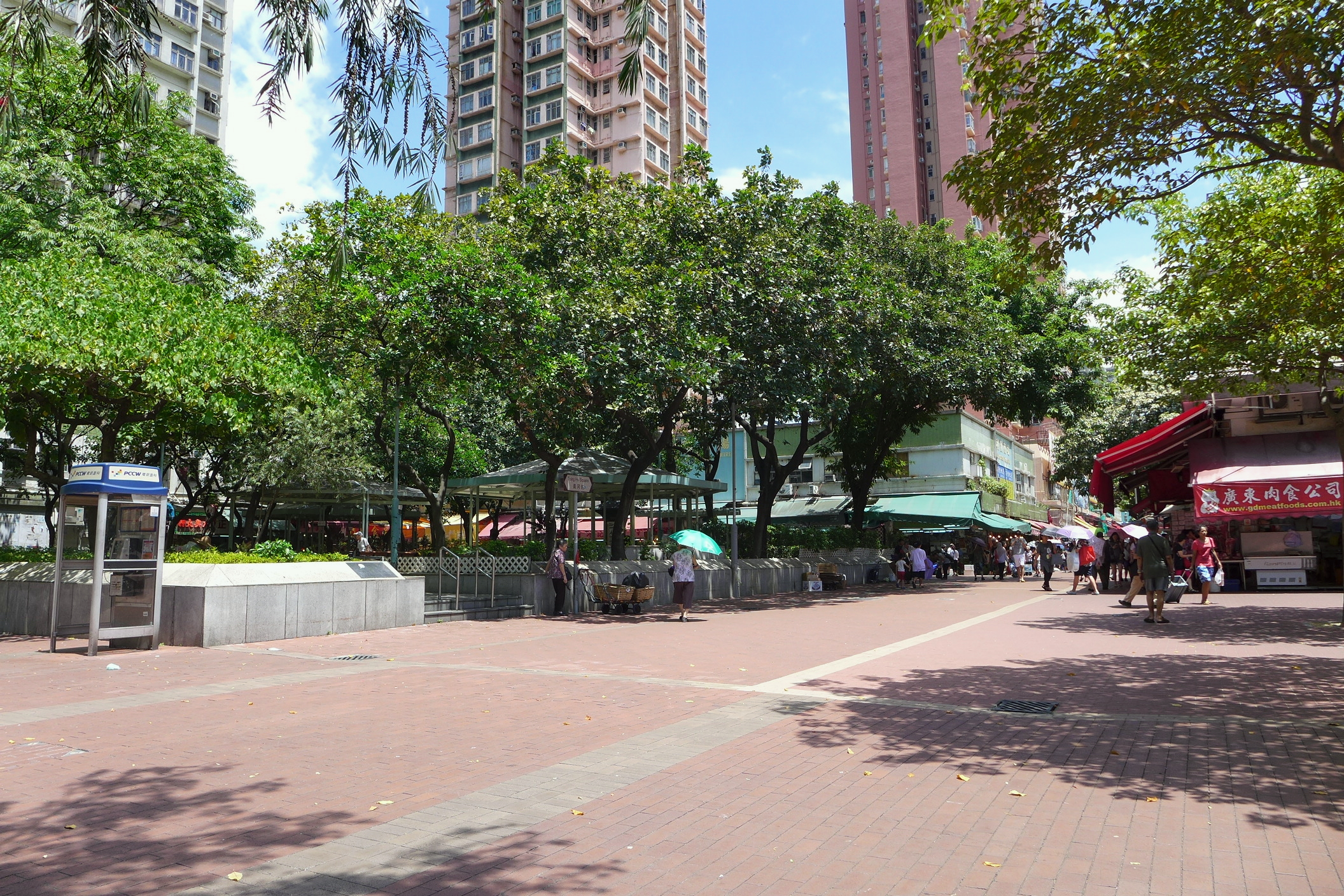
「置樂」住宅區，青山坊地面設多類型商舖

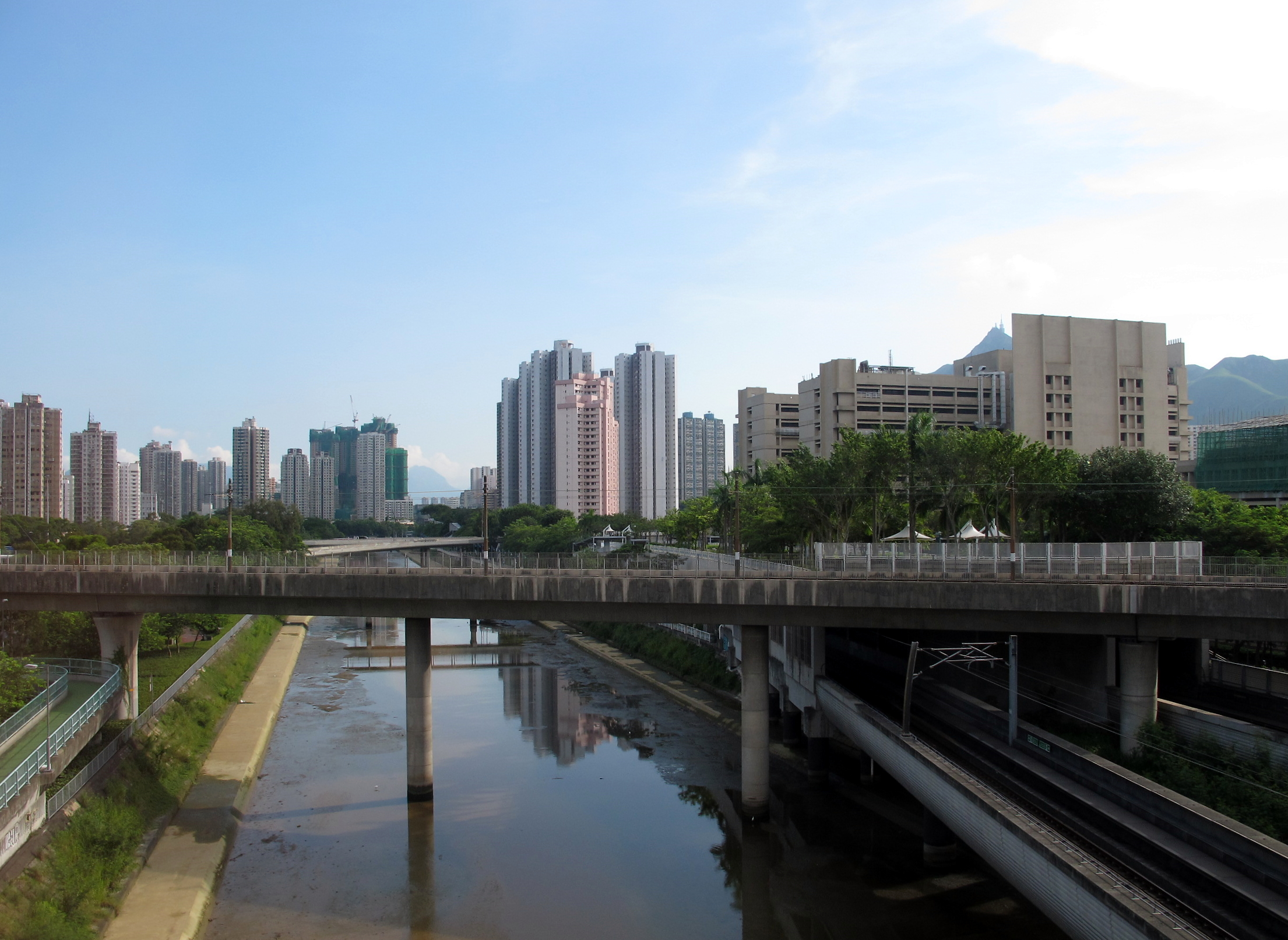
屯門河

屯門（英語：Tuen Mun）（前稱青山，1972年發展為新市鎮復用舊名）位於香港新界西北部，是香港十八區之一的屯門區的主要區域，屯門新市鎮座落其中。「屯門」或「屯門市」的範圍通常指包括北至兆康苑、富泰邨，西至蝴蝶灣，東至三聖邨的區域；屯門新市鎮所有公共房屋及主要社區設施均位於這個範圍。不過如果根據香港政府「分區計劃大綱圖」，屯門的範圍包括西至踏石角，東至深井、青龍頭附近一帶，北至藍地， 元朝或之前已有文姓、廖姓、陶姓原居民在此居住。

## 名稱
「屯門」意即「屯兵之門」，也是「屯田防衛的海門」，是中國歷史文獻最早出現的香港地名，比「香港」一詞還要早數百年。而區內的掃管笏，龍鼓灘都曾出土過新石器時代文物。

## 地理與歷史
屯門三面環山，西面是青山，東面是九逕山，屬優良的天然避風港；在南北朝的劉宋已成一有名航門，海外國家商船（如從波斯、印度和南洋來的船泊）到廣州府城經商時，都會選擇先停駐屯門補給，經屯門水道，再向北前往廣州等地。五代十國時，南漢在屯門設市舶部門，對各國來華經商船隻抽解（意思是舊時對沿海港口進出口貿易徵收稅款），這個市舶部門便逐漸成為南漢主要稅收來源之一。

### 古代發展
南朝劉宋元嘉年間，相傳杯渡禪師到屯門禪修。唐代開元二十四年，唐室發展南方，設屯門軍鎮，駐軍二千人，屬於安南都護府，視為廣州南方的港口重鎮、交通樞紐。唐代詩人韓愈的《贈別元十八協律詩》中寫：「峽山逢颶風，雷電助撞捽。乘潮簸扶胥，近岸指一髮。兩巖雖云牢，水石互飛發。屯門雖云高，亦映波浪沒。」描寫屯門海面的水勢湍急險峻的情景。而劉禹錫的《踏潮歌》寫道：「屯門積日無風飆，滄浪不歸成踏潮。轟如鞭石屹且搖，互空欲駕黿鼍橋。」描寫屯門巨浪滔天的海面。有些歷史學家認為韓愈被唐玄宗貶官至潮州任刺史時就是循海路赴任，途經屯門，但有關說法仍存爭議，部分史家認為他循東江前往，並未路經屯門。1514年葡萄牙王國來到這裡建立了貿易據點。

### 歸英開埠後
1898年英國向清國租借新界時，屯門劃入入元朗約，以該地山峰青山為名，稱為青山分約。1910年從元朗獨立出來，設立青山區，由青山理民府管轄。
1960年代香港政府開始計劃在其上發展第一代衛星城市（後改稱新市鎮），名為青山新市鎮；及後於1972年青山區恢復舊名，改名屯門區；於1973年正式宣佈發展新市鎮，名為屯門新市鎮。
時至今天屯門仍然在香港航運交通上擔當重要角色，屯門內河碼頭即設於鄰近珠江口的屯門新市鎮西側。2013年2月27日，時任財政司司長曾俊華透過《2013年至2014年度香港政府財政預算案》宣佈，為了進一步發展物流及旅遊兩大支柱產業，將會預留屯門西一塊達10.8公頃的土地，開發新工業邨，發展物流基礎建設，使到不同的物流工序及服務公司集中，形成高端服務群組，項目暫定2019年展開，2023年完成，最多製造約6600個職位。。

## 旅遊景點
2019年起，社企 不朽傳耆 先後為屯門區設計四個主題路線，包括保育青山灣漁村歷史的《三聖巨石傳說》、探討公共空間運用的《屯門共融遊樂空間》、發掘宗教足跡的《屯門求祈之旅》，以及遊覽青山灣、加多利灣、舊咖啡灣、新咖啡灣、黃金海岸的《五灣之旅》。

## 墟市

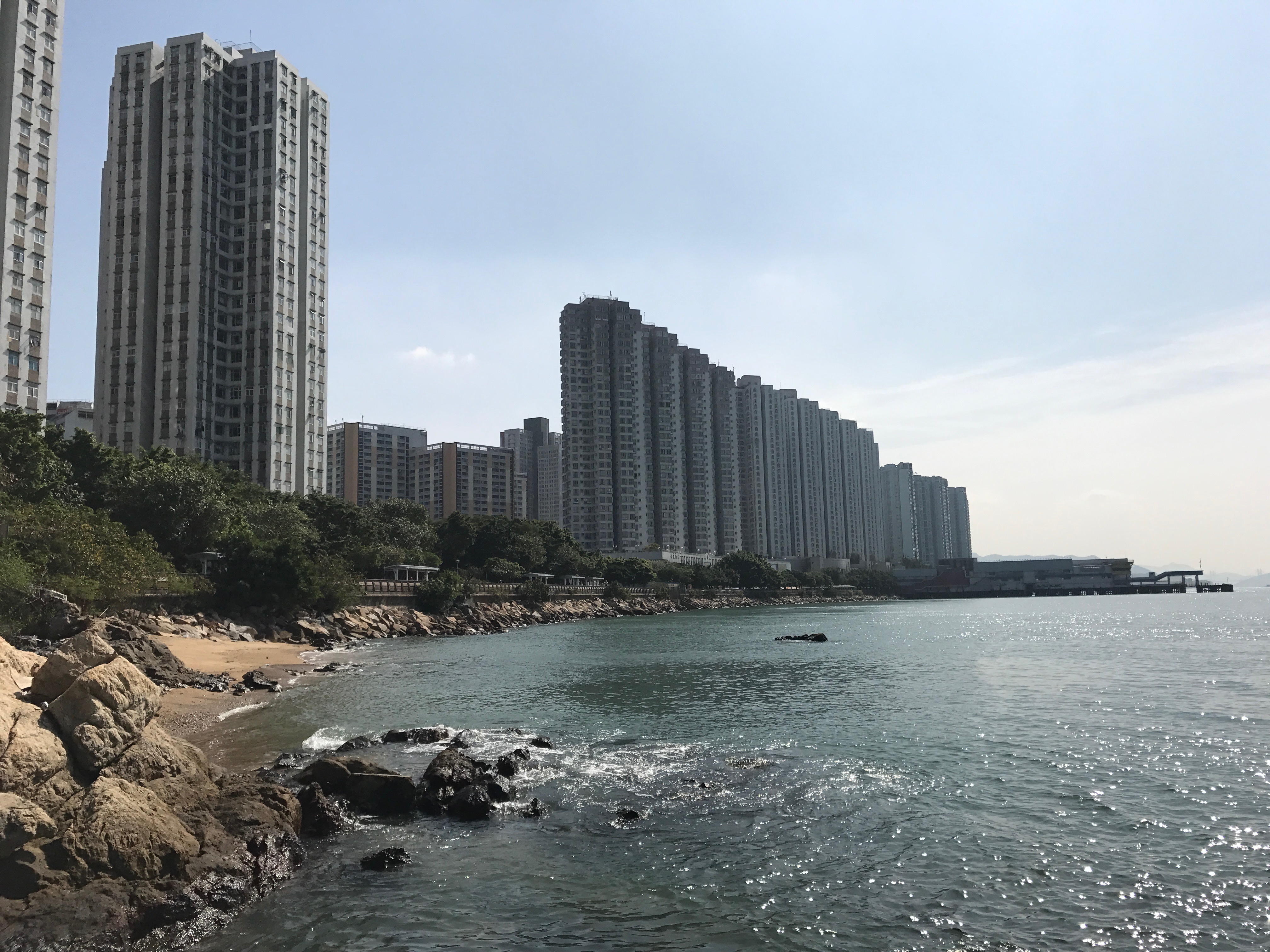
蝴蝶灣住宅區

19世紀末青山灣一帶（今三聖墟）已有人居住，后角天后廟（今屯門舊墟）及屯門新墟一帶是當時的市集，新墟人口僅有約250人。屯門的商業購物中心於新市鎮發展後始移往屯門市中心。

## 著名學府

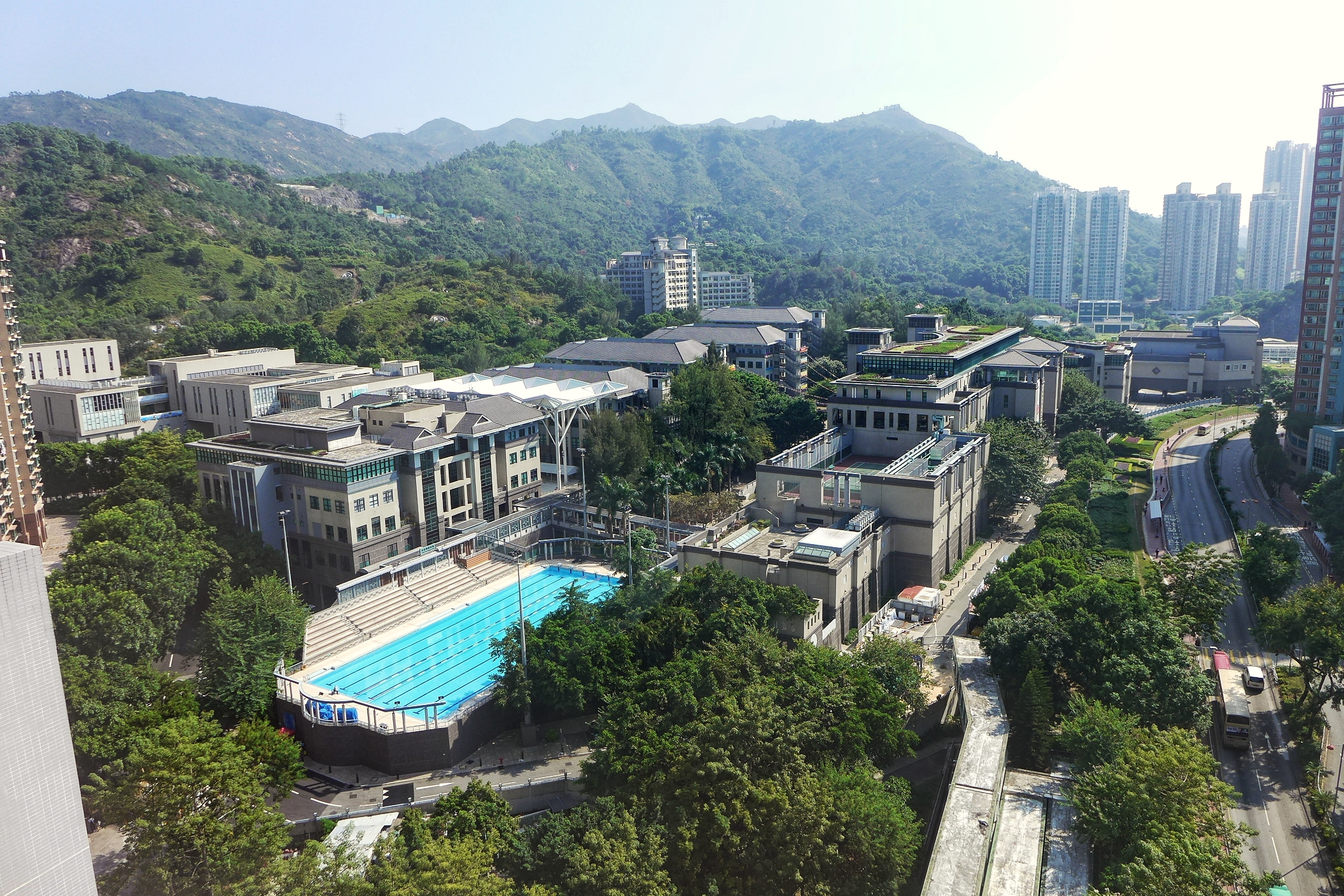
位於虎地的嶺南大學校舍

屯門區有38所中学，36間小學及多間幼稚園。區內設有1995年遷入虎地的嶺南大學，亦有兩所大專院校，包括香港專業教育學院屯門分校及2016年遷入的珠海學院。2012年起，屯門區有國際著名學校進駐，包括哈羅香港國際學校。

## 社區保育
2019年至2022年間，香港新媒體社會企業 不朽傳耆 獲屯門區議會及仁愛堂資助，舉辦了「導．賞屯門」長幼社區導賞計劃 。不朽傳耆 先後為屯門區設計四個主題路線，包括保育青山灣漁村歷史的《三聖巨石傳說》、探討公共空間運用的《屯門共融遊樂空間》、發掘宗教足跡的《屯門求祈之旅》，以及遊覽青山灣、加多利灣、舊咖啡灣、新咖啡灣、掃管笏的《五灣之旅》，並培訓區內長者、樂活中年、在職青年和中學生成為導賞大使。計劃旨在透過長者豐富的人生閱歷，配合年青人無限創意，成就不一樣的導賞體驗和社區風景，也體現長幼共融。
2022年初不朽傳耆 出版書籍《屯團轉：屯門心導遊》，推介由不朽傳耆團隊過去為屯門設計的其中兩條主題導賞路線，附有社區地圖，也收錄由多位屯門居民所撰寫，分享他們親身經歷、見證屯門變遷的小故事，以達至社區保育的目標 。

## 交通運輸
1899年尚未興建馬路，只靠水路運輸。

### 道路
青山公路元朗至青山段1914年落成、荃灣至青山段1919年落成。
為配合新市鎮發展，1970年代斥資數億港元動工興建屯門公路，1983年全線通車。但由於交通流量大，而且彎多路斜，容易發生交通意外，即使到今日屯門公路每天繁忙時間必定塞車。居民過了十年對外交通不便之日子。直至三號幹線1998年上半年全面通車，西鐵（今屯馬線）於2003年通車，屯門公路和青山公路不再是屯門唯二的對外道路，前往港九區之交通才大大舒緩。屯門至赤鱲角連接路已於2020年12月27日通車，直通香港國際機場。

### 公共交通
屯門內部交通工具主要是輕便鐵路（輕鐵），另有巴士、新界的士及小巴等。
過往屯門碼頭有飛翔船往返中環碼頭，不少上班一族會乘坐上班，但在2000年起這現象隨飛翔船服務停辦而逐漸式微，並由過海巴士和屯馬線取而代之。然而因近年屯門公路、汀九橋、長青隧道等陸路交通要道經常出現擠塞，屯馬線列車在繁忙時間亦存在擠逼，有意見認為有需要復辦。

#### 鐵路

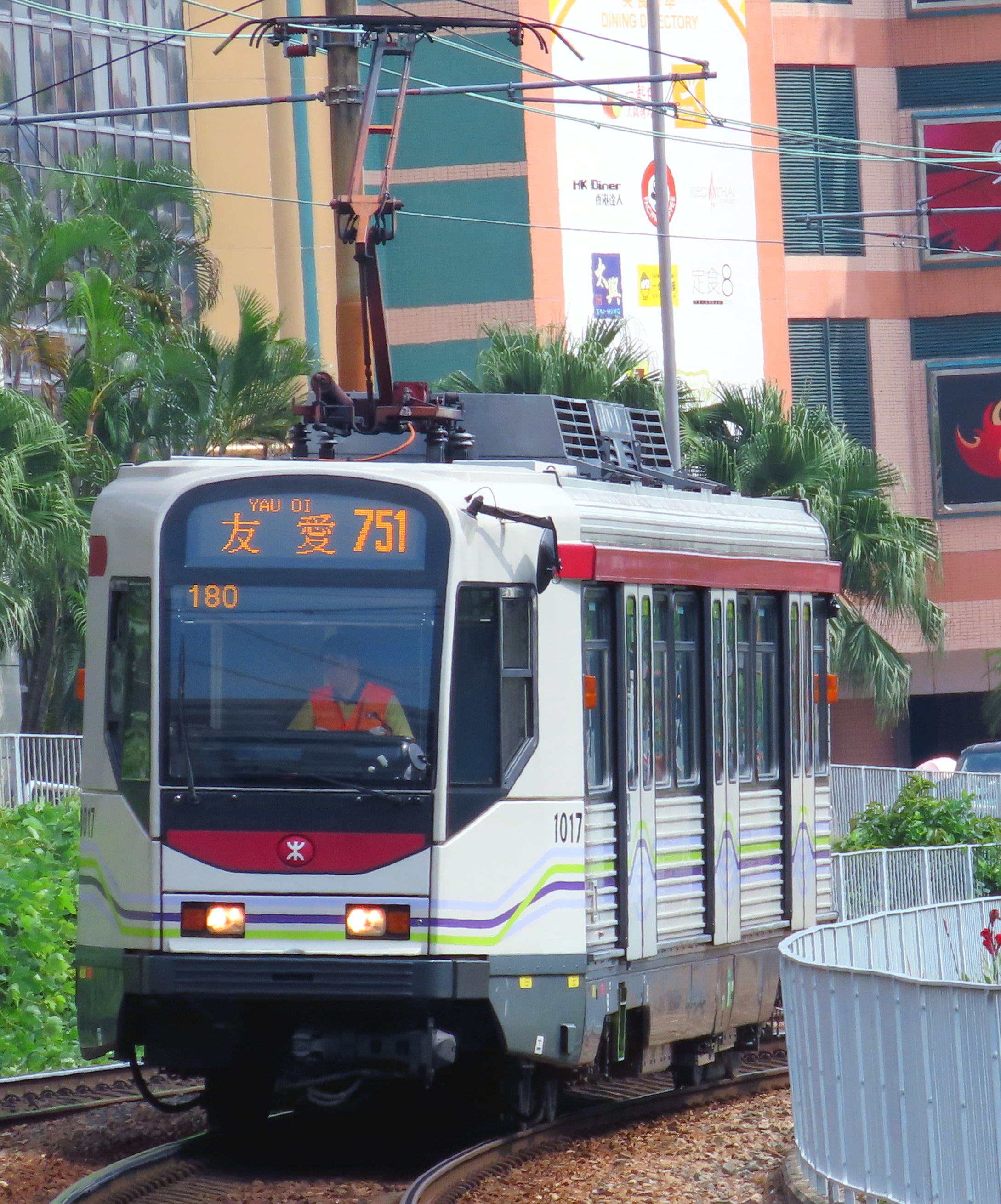
輕鐵

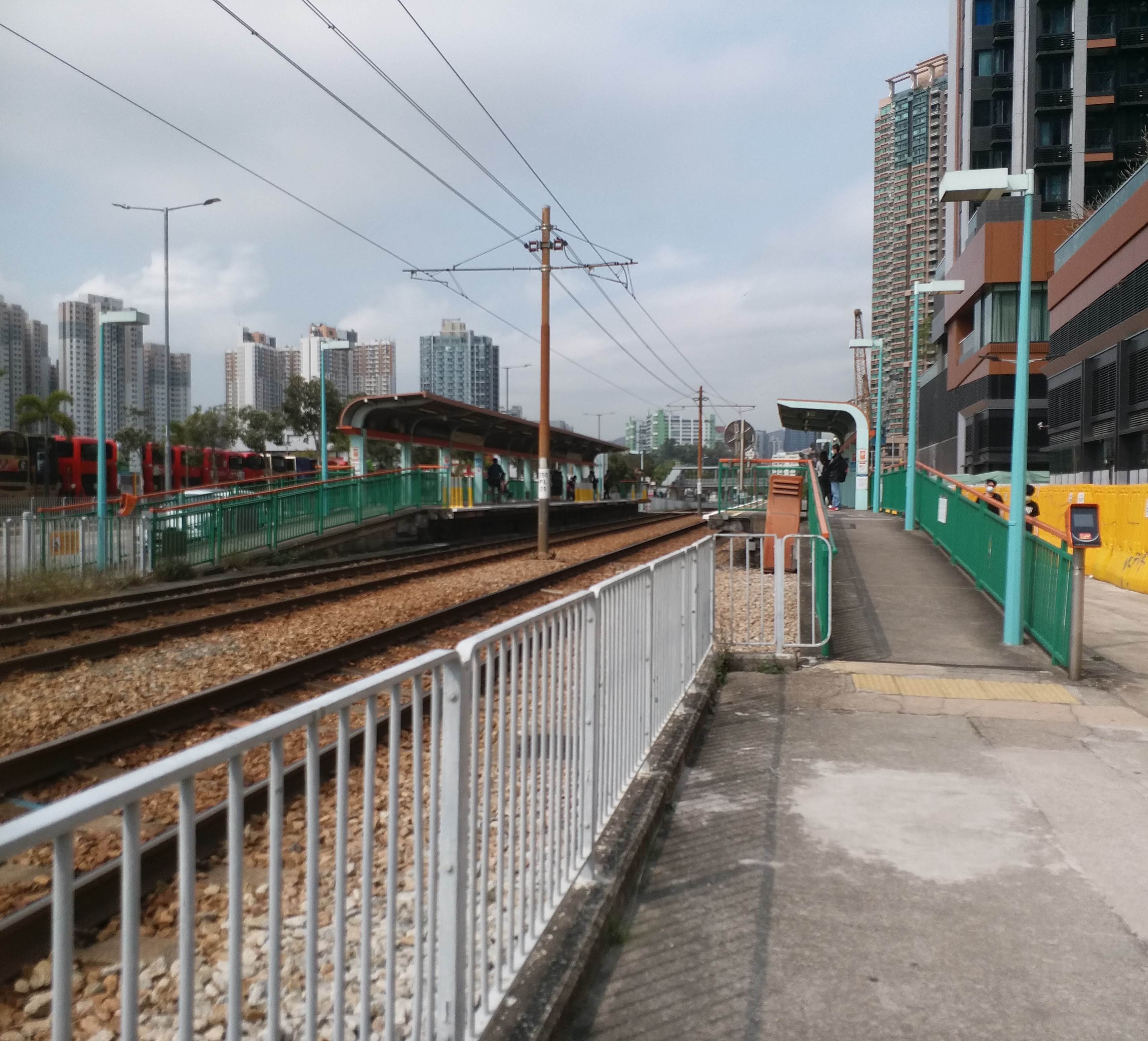
輕鐵屯門泳池站

屯門居民亦會使用於80年代建成的輕鐵。輕鐵於1988年9月18日首次通車，並於其後作出多次擴展。由於有專利的「輕鐵專區」，輕鐵一直是接駁屯門和元朗及天水圍的主要交通工具；而在2003年12月九廣西鐵通車後，居民經輕鐵可接駁西鐵往返九龍市區；而在2007年12月2日，九廣鐵路與香港地鐵正式合併，西鐵和輕鐵亦成為港鐵系統的一部份，西鐵亦易名為西鐵綫，並於2021年6月27日連接馬鞍山鐵路成為屯馬線。

## 外部連結
- 航拍屯門紀錄
- 屯門風物志圖片庫 － 嶺南大學電子圖書館 （页面存档备份，存于）
- 屯門區議會
- 屯門 元朗 天水圍 最大論壇/討論區  ALIVE 論壇 （页面存档备份，存于）
- 屯門好生活 （页面存档备份，存于） - facebook專頁
- 屯門新里程 （页面存档备份，存于） - facebook專頁
- 屯門舊照片 （页面存档备份，存于） - facebook專頁
- 屯拍．讚好 （页面存档备份，存于） - facebook專頁
- 屯門友 （页面存档备份，存于） - facebook專頁